# Sarcophaga cockerellae
Sarcophaga cockerellae är en tvåvingeart som beskrevs av Aldrich 1916. Sarcophaga cockerellae ingår i släktet Sarcophaga och familjen köttflugor. Inga underarter finns listade i Catalogue of Life.